# Regulatori GTP-vezujućih proteina
GTP-vezujući proteinski regulatori regulišu G proteine na nekoliko različitih načina. Male GTPaze deluju kao molekulski prekidači u signalnim putevima, koji regulišu funkcije drugih proteina. Oni su aktivni kad su vezani za  i neaktivni kad su vezani za . Aktivacija i deaktivacija malih GTPaza se odvija u ciklusu, između GTP-vezane i GDP-vezane forme.

## Izmjenjivači
Neaktivni oblik GTPaza (GDP-forma) se aktivira klasom enzima koji se zovu faktor razmene guanin nukleotida (GEF). GEF proteini katalizuju razmenu nukleotida putem stimulacije oslobađanja GDP iz malih  (uklanjanjem za GTPazu vezanog Mg2+ jona) i GDP zamenom za GTP (koji je prisutan u bar 10-puta većoj koncentraciji u ćeliji). Inaktivacija aktivnih malih GTPaza se postiže GTP hidrolizom usled GTPazne GTP hidrolitičke aktivnosti.

## Stimulatori
Brzina GTP hidrolize malih GTPaza je generalno suviše spora da bi stvorila fiziološki relevantne prolazne signale, i stoga je neophodna jedna druga klasa regulatornih proteina da bi se ubrzala ova aktivnost, Aktivirajući proteini  (GAP).

## Inhibitori
Jedna druga klasa regulatornih proteina, inhibitori disocijacije guanozin nukleotida (GDI), se vezuje za GDP-vezanu formu Rho i Rab malih GTPaza i ne samo sprečava razmenu (održavajući male GTPaze u isključenom stanju), nego isto tako sprečava lokalizaciju malih GTPaza na membranama, koje su njihovo mesto dejstva.

## Literatura
- Gerhard Krauss (2008). Biochemistry of signal transduction and regulation. Wiley-VCH. стр. 235—. ISBN 9783527313976. Приступљено 15. 12. 2010.[мртва веза]

## Spoljašnje veze
- GTP-Binding+Protein+Regulators на 